# Peter Radunski

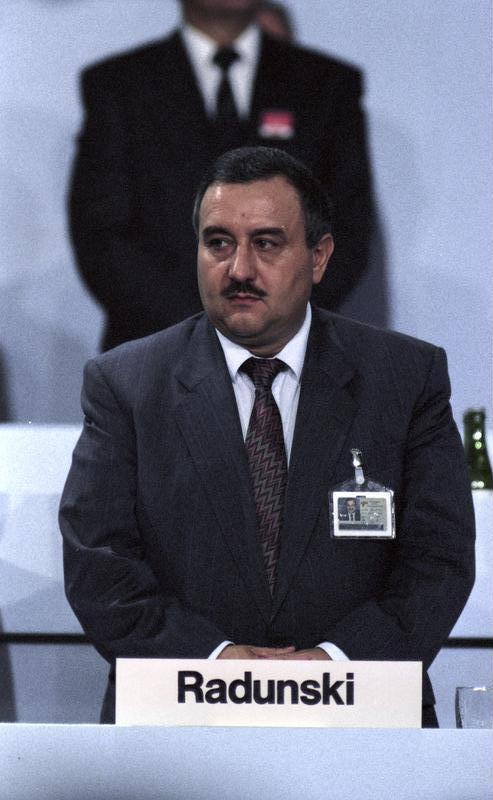
Peter Radunski, 1989

Peter Radunski (* 13. März 1939 in Berlin) ist ein deutscher Politiker (CDU) und Politikberater. Er war von 1991 bis 1995 Senator für Bundes- und Europaangelegenheiten und von 1996 bis 1999 Senator für Wissenschaft, Forschung und Kultur des Landes Berlin. Außerdem war von 1999 bis 2001 Mitglied des Abgeordnetenhauses von Berlin.

## Ausbildung und Berufstätigkeit

### Ausbildung
Radunski machte 1958 sein Abitur an der Friedrich-Ebert-Schule in Berlin. Von 1958 bis 1967 studierte er Rechtswissenschaften, Geschichte, Romanistik sowie Politische Wissenschaften in Berlin, Bonn und Straßburg. Im Jahr 1967 absolvierte er seine Diplom-Prüfung am Otto-Suhr-Institut der Freien Universität Berlin.

### Berufstätigkeit
Neben seinem Studium arbeitete er von 1964 bis 1968 als Presse- und Grundsatzreferent im RCDS-Bundesvorstand. Von 1965 bis 1967 als Referent des Berlin-Besucherdienstes im Bundesministerium für Gesamtdeutsche Fragen. Im Jahr 1967 wurde er der erste hauptamtliche Bundesgeschäftsführer RCDS. Anschließend war er von 1967 bis 1969 stellvertretender Leiter des Wissenschaftlichen Instituts der Konrad-Adenauer-Stiftung. Nach dieser Tätigkeit arbeitete er als Referatsleiter für politische Grundsatzfragen im hessischen Landesverband der CDU. Von 1971 bis 1973 war er Abteilungsleiter zur besonderen Verwendung in der CDU-Bundesgeschäftsstelle. Anschließend war er von 1973 bis 1981 als Leiter der Hauptabteilung III Öffentlichkeitsarbeit in der CDU-Bundesgeschäftsstelle Bonn tätig. Von 1981 bis 1991 war er der Bundesgeschäftsführer der CDU, bis er 1991 zum Senator des Landes Berlin ernannt wurde. Im Jahr 1992 bekam er einen Lehrauftrag am Otto-Suhr-Institut der FU Berlin zum Thema Wahlkampforganisation. Des Weiteren hatte er 1995 eine Gastprofessur für Politikwissenschaft bei der Universität Innsbruck.

## Politik
Peter Radunski trat während seines Studiums 1961 in den Ring Christlich Demokratischer Studenten ein. Vier Jahre später im Jahr 1965 trat er der CDU und Jungen Union bei. Während seines Studiums an der Freien Universität Berlin war er Teil der sogenannten K-Gruppe (Gruppierung des rechten Flügels der CDU) zusammen mit Peter Kittelmann, Eberhard Diepgen, Klaus-Rüdiger Landowsky, Heinrich Lummer und anderen.
Von 1982 bis 1990 war Radunski Mitglied des ZDF-Fernsehrates, 2001 bis 2003 Mitglied des Rundfunkrates des SFB (Berlin). Seit 2005 ist er Mitglied im Beirat der Zeitschrift politik&kommunikation, der Zeitschrift für Politikberatung und der Initiative ProDialog.

### Öffentliche Ämter
Im Jahr 1991 wurde er zum Senator für Bundes- und Europaangelegenheiten des Landes Berlin ernannt. Anschließend war er von 1996 bis 1999 Senator für Wissenschaft, Forschung und Kultur und Mitglied des Bundesrates als Stimmführer Berlins sowieso Mitglied im Vermittlungsausschuss. Nach seinem Rücktritt als Senator aus gesundheitlichen Gründen war er von 1999 bis 2001 Mitglied des Berliner Abgeordnetenhauses.
Als Wissenschaftssenator war er Initiator der Hochschulverträge, die heute Grundlage der Beziehungen zwischen vielen Landesregierungen und ihren Hochschulen sind. Als Kultursenator veröffentlichte er eine umfassende Bilanz der Berliner Kulturpolitik (Kreisepapier). Er war Vorsitzender in vielen Stiftungs- und Aufsichtsräten, u. a. Preußische Schlösser und Gärten, Topographie des Terrors, Stadtmuseum, Berlinische Galerie und Bröhan-Museum. Außerdem war er Vorsitzender in den Kuratorien aller Universitäten und Fachhochschulen.

### Politikberatung
Radunski war von 1983 bis 1992 Mitglied im Politischen Büro der Europäischen Volkspartei (EVP). Außerdem war er von 1987 bis 1996 der Leiter der EDU-Wahlkampfkommission (Europäische Demokratische Union). Er managte alle Bundestags- und Europawahlkämpfe der CDU von 1976 bis 1990. Radunski hat von der Bundesgeschäftsstelle aus fast alle Landtagswahlen der CDU der siebziger und achtziger Jahre mitgestaltet.
Als Senior Consultant bei Publicis hat er von 2001 bis 2009 u. a. folgende Ministerpräsidenten beraten: Erwin Teufel (Baden-Württemberg), Georg Milbradt (Sachsen), Wolfgang Böhmer (Sachsen-Anhalt) und Christian Wulff (Niedersachsen). Außerdem beriet er die Landesverbände Berlin, Bremen, Rheinland-Pfalz und Mecklenburg-Vorpommern bei ihren Landtagswahlen. Von 2002 bis 2004 beriet Radunski in Mittel- und Osteuropa die neuen demokratischen Parteien zur Vorbereitung der Europawahlen, u. a. in Ungarn, Polen, Estland, Litauen, Tschechien und Slowakei.

## Trivia
Teils anerkennend, teils polemisch wurde Radunski in Berliner Medien zu seiner Zeit als Senator als „Kugelblitz“ und „Zigeunerbaron“ tituliert.

## Bundesverdienstkreuz
Im Jahr 2009 wurde ihm das Bundesverdienstkreuz 1. Klasse verliehen.